# Krisis
Krisis é uma associação de teóricos e grupos militantes marxistas fundada em Nuremberg, Alemanha em 1986, com o intuito de desenvolver uma crítica ao capitalismo para além do marxismo tradicional.
Entre seus fundadores, estão Norbert Trenkle, Ernst Lohoff, Roswitha Scholz e Robert Kurz.
O grupo também integra o movimento da "Wertkritik" (crítica de valor) e apresenta suas ideias na revista Krisis – Kritik der Warengesellschaft (em português:  Krisis – Contribuições para a crítica da sociedade da mercadoria), publicação em idioma alemão fundada como Marxistische Kritik e mantida por meio de assinaturas e contribuições.